# Guillermo Yávar
Guillermo Yávar Romo (né le 26 mars 1943 à Santiago du Chili) est un ancien joueur et entraîneur de football chilien.

## Biographie
Surnommé Chueco ou encore Yemo, Yávar commence sa carrière footballistique en 1958 en division inférieure avec le club du Deportivo Magallanes. Il débute en professionnel (Segunda División) en 1961, en montant avec son club.
En 1965, il rejoint un grand club du pays, l'Universidad de Chile.
Il rejoint ensuite de nombreux clubs dont le Deportes Magallanes ou encore l'Unión Española, avec une carrière longue de près de vingt ans. Après sa retraite de joueur, il entreprend une carrière d'entraîneur.

## Palmarès

### Titres nationaux
| Titre            | Club                 | Pays  | Année |
| ---------------- | -------------------- | ----- | ----- |
| Primera División | Universidad de Chile | Chili | 1967  |
| Primera División | Universidad de Chile | Chili | 1969  |
| Primera División | Unión Española       | Chili | 1973  |
| Segunda División | Universidad Católica | Chili | 1975  |

### Titres individuels
| Distinction                              | Année |
| ---------------------------------------- | ----- |
| Goleador de la Primera División de Chile | 1973  |